# Observatório da Montanha Púrpura
O Observatório da Montanha Púrpura (em chinês: p 天文台; pinyin: Zĭjīnshān Tiānwéntái), também conhecido como Observatório Astronômico Zijinshan, é um observatório astronômico localizado na Montanha Púrpura, no oeste de Nanjing, China.
O Observatório foi estabelecido em 1934, financiado pelo governo nacionalista da República da China e administrado pela Academia Sinica. O antigo diretor do observatório de 1950 a 1984 foi o astrônomo chinês Zhang Yuzhe (张 钰 哲, 1902-1986, também conhecido como Y. C. Chang).
No final dos anos 80, o aumento da poluição luminosa em Nanjing significava que a Purple Mountain não era mais viável como observatório de trabalho. Desde então, mudou seu foco para a educação pública, com grande parte do trabalho científico real sendo realizado em seus cinco observatórios localizados em Qinghai (em Delingha), Ganyu, Xuyi, Honghe (em Jiamusi) e Qingdao.
O Minor Planet Center credita o observatório, simplesmente referido como Nanquim, com a descoberta de 149 planetas menores entre 1955 e 1983, enquanto o PMO NEO Survey Programme do observatório é creditado com mais de 600 descobertas entre 2006 e 2013.